# ナノセルロース

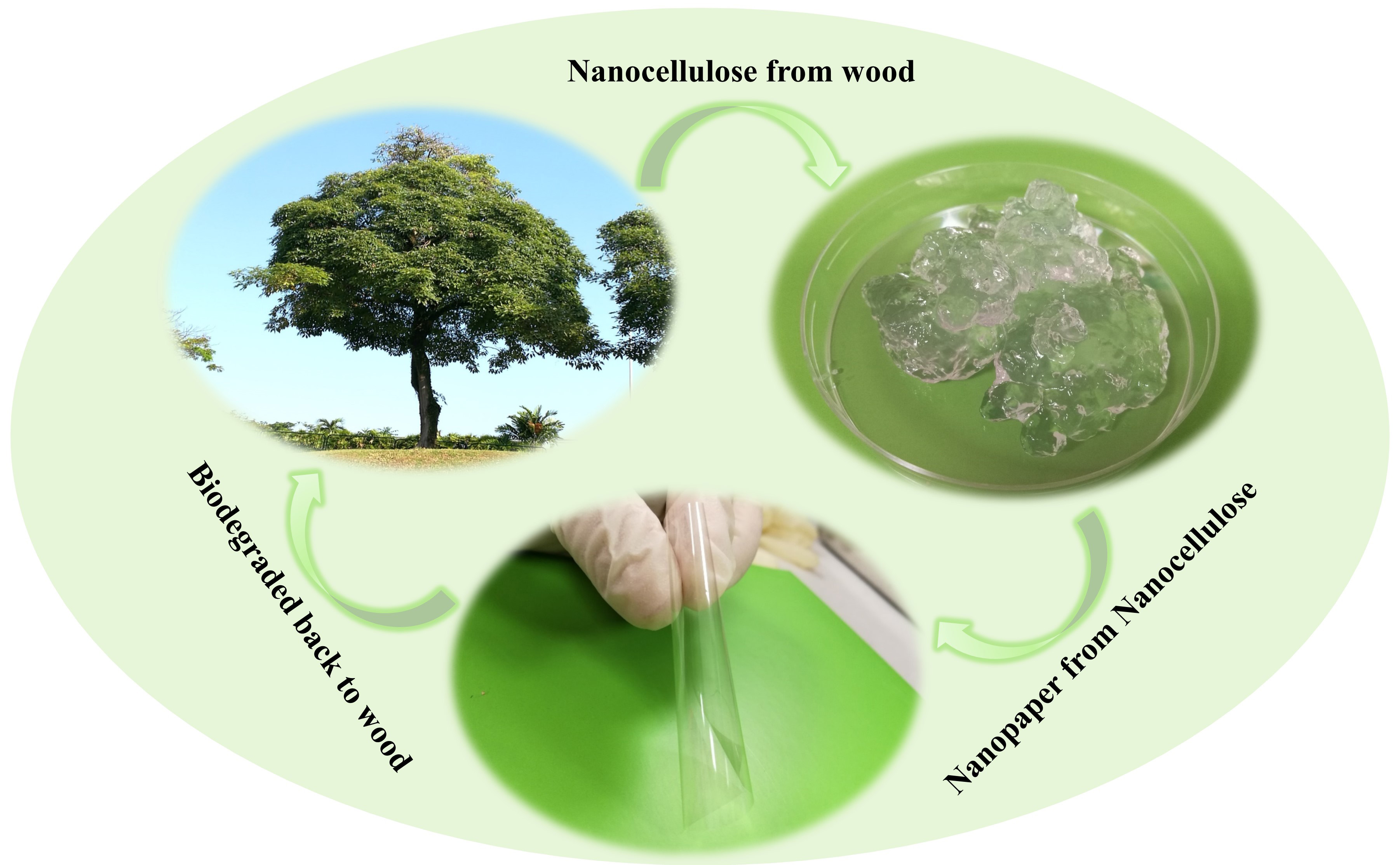
ナノセルロースのリサイクルチャート

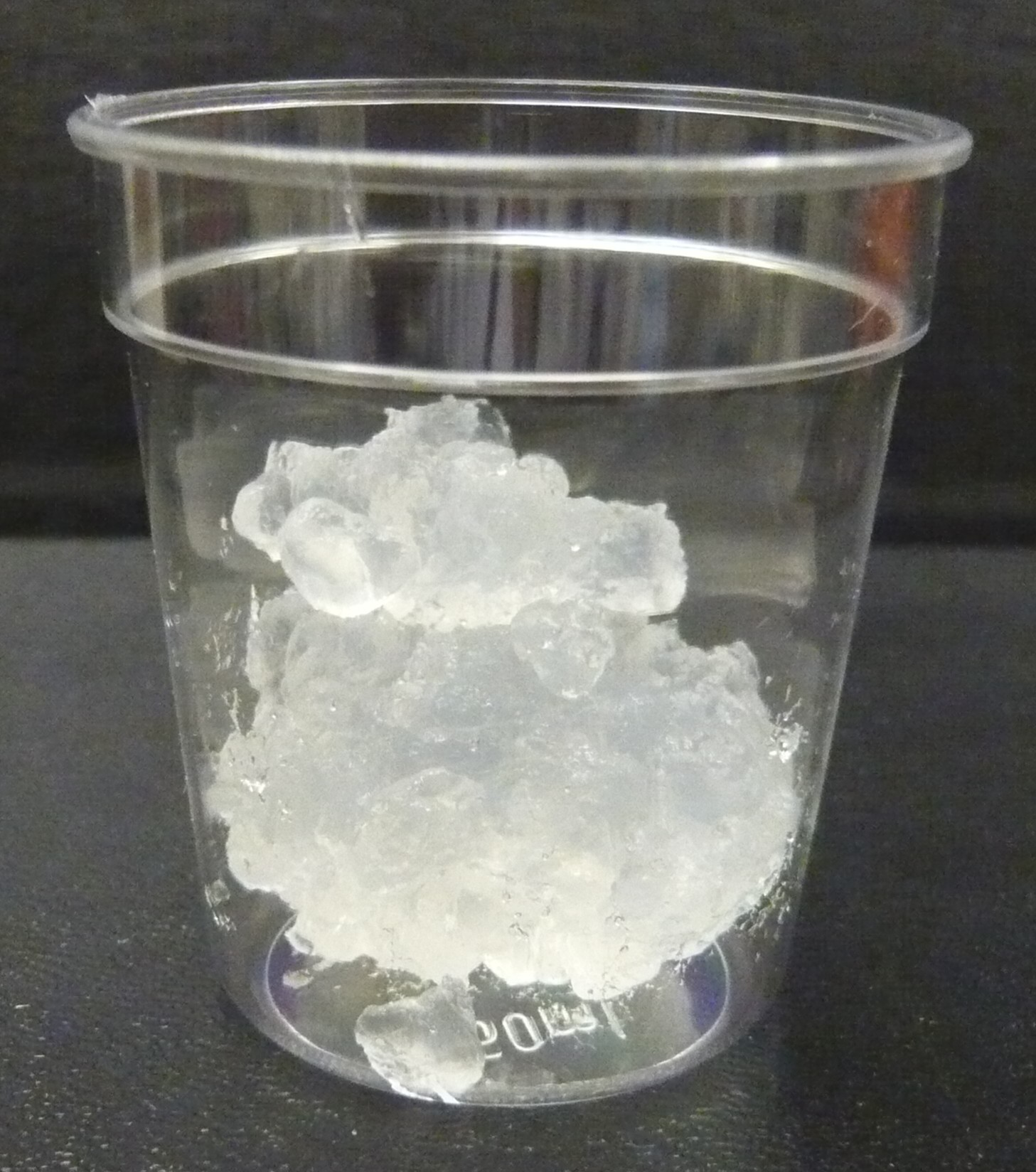
ナノセルロース

ナノセルロース（英語：Nanocellulose）とは、ナノ構造化セルロースを指す用語である。植物の細胞壁の主成分セルロースをナノレベルまで微細に解きほぐしたものである。セルロースナノクリスタル（CNCまたはNCC）、セルロースナノファイバー（CNF）、セルロースナノウィスカー（CNW）、バクテリアによって生成されるバクテリアナノセルロース等がある。

## 歴史
ナノセルロースという語は、1970年代後半のアメリカ合衆国ニュージャージー州ホイッパニーの ITT レイオニア（Rayonier）研究所に所属するTurbak、Snyder、Sandbergらによって初めて使用された。そして1980年代初頭にITT Rayonierからの特許・出版物で初めて公表された。レイオニアは、これらの特許を研究発展のため無償提供した。

## 特性
- 鋼鉄の1/5の軽さで、鋼鉄の5倍以上の強度を有している。
- 温度の上昇に対応して長さが変化する線熱膨張係数がガラスの1/50以下と極めて小さい。
- 弾性率が－200 ℃から＋200 ℃の範囲でほぼ一定である。
- きわめて薄い膜状に加工できる（比表面積が大きい、250平方m/g以上）[3]
- 結晶性領域は気体不透過性[4]
- 透明性

## セルロースナノファイバー
セルロースナノファイバーには製造方法によって、もっとも基本となる単位である幅 4 nmのセルロースミクロフィブリル（シングルセルロースナノファイバー）、それが数本のゆるやかな束となって細胞壁中での基本単位として存在する幅10～20 nmのセルロースミクロフィブリル束、ミクロフィブリル束がさらに数十～数百 nmの束となりクモの巣状のネットワークを形成しているミクロフィブリル化セルロース（MFC）などがある。
主に他の物質と混ぜて使用され、通常の条件下ではゲルまたは粘性のある流体であるが、攪拌したり振動を与えると粘性が低下するチキソトロピーを示す。攪拌・振動を止めると元のゲル状に戻る。

## 製造法
任意のセルロースを含む原料から作ることが出来るが、一般的には木材パルプが使用される。化学的・工業的な手法が数多く研究されている。
製造方法にはTEMPO酸化法、機械により粉砕する方法、水分散液同士を衝突させるACC法、セルラーゼなどの酵素で微細化する方法などがある。TEMPO酸化法ではセルロースの一級水酸基にカルボキシル基を導入し電子的な反発を持たせて微細化エネルギーを低減させている。これを採用しているのは日本製紙、第一工業製薬である。機械による微細化方法では大きなシアを掛けて微細化することができるが大きすぎる力で天然セルロースにダメージを与える欠点もある。これを採用しているのは大王製紙などである。ACC法は原料と水のみを用いて微細化する方法で天然セルロースに優しい方法である。これを採用しているのは中越パルプ工業などである。
漂白液繊維分解法という、高濃度次亜塩素酸ナトリウムの漂白液を用いて紙パルプの酸化反応を行い、解繊性(かいせんせい)に優れた酸化セルロースを作成した後に、撹拌・混合にてナノ解繊を進めて、セルロースナノファイバーを低コスト、低エネルギーで得る方法が2020年8月に発表された。
生物学的製造法
酢酸菌などのセルロース合成菌を用いた方法がある。

## 用途
- 紙・板紙
- プラスチック代替：包装、製品外装
- 食物：増粘剤など[12][13]
- 医療、化粧品、医薬品
- その他：フィルター、ボディアーマー、防弾ガラス[14][15]、腐食防止剤[16]